# Alessandra Ambrosio
Alessandra Corine Maria Ambrósio (Erechim; 11 de abril de 1981) es una supermodelo y actriz brasileña, conocida por su trabajo como uno de los ángeles de Victoria's Secret desde 2004 hasta 2017. Es una de las integrantes del grupo de modelos brasileñas que entró al mundo de la moda a finales de los años 1990, entre las que también se encuentran Gisele Bündchen, Adriana Lima, Ana Beatriz Barros e Isabeli Fontana.
Ha sido modelo para marcas como Next, Armani Exchange, Christian Dior, Ralph Lauren, Versace, Louis Vuitton y Balmain. Desde el año 2007 figura como una de las modelos mejor pagadas del mundo por la revista Forbes, con unos ingresos superiores a 5 millones del euros. A menudo se refieren a ella en los medios como una de las mujeres más hermosas. Como ángel, fue incluida por la revista People en su top "100 Personas Más Bellas del Mundo" anual en mayo de 2007.

## Biografía
Ambrosio nació en Erechim, Brasil, el 11 de abril de 1981, como hija de Luiz y Lucila Ambrósio. Tiene una hermana menor llamada Aline. Es de ascendencia italiana y polaca. Su abuela paterna, Joana Eugênia Groch, fue una inmigrante de Polonia, quien llegó a Brasil en 1929. Murió en 2017, a los 93 años.
Solo tenía 4 años cuando decidió que quería ser modelo, después de ver una fotografía de portada con la top Karen Mulder en una revista. Se inscribió en clases de modelaje a la edad de 12 años y con 14 fue una de las 20 finalistas de la competición Elite Modelling en Brasil. Ambrosio siempre se sentía insegura debido a sus largas orejas y con 11 años se enfrentó a una operación de cirugía estética para recolocarlas hacia atrás, aunque dos años después sufrió complicaciones. En 2006 apareció en El Show de Tyra Banks y dijo que la cirugía fue una mala experiencia que le ha desalentado de hacerse una operación de nuevo.

## Carrera

### Modelo
Cuando Ambrosio tenía 12 años, se inscribió en clases de modelaje y con ello comenzó a desfilar para Dixon Stein a la edad de 15 años. Ganando el concurso Brasil's Elite Model Look consiguió empezar su carrera de modelo. Su primer trabajo notable fue la portada de la revista Elle Brasil

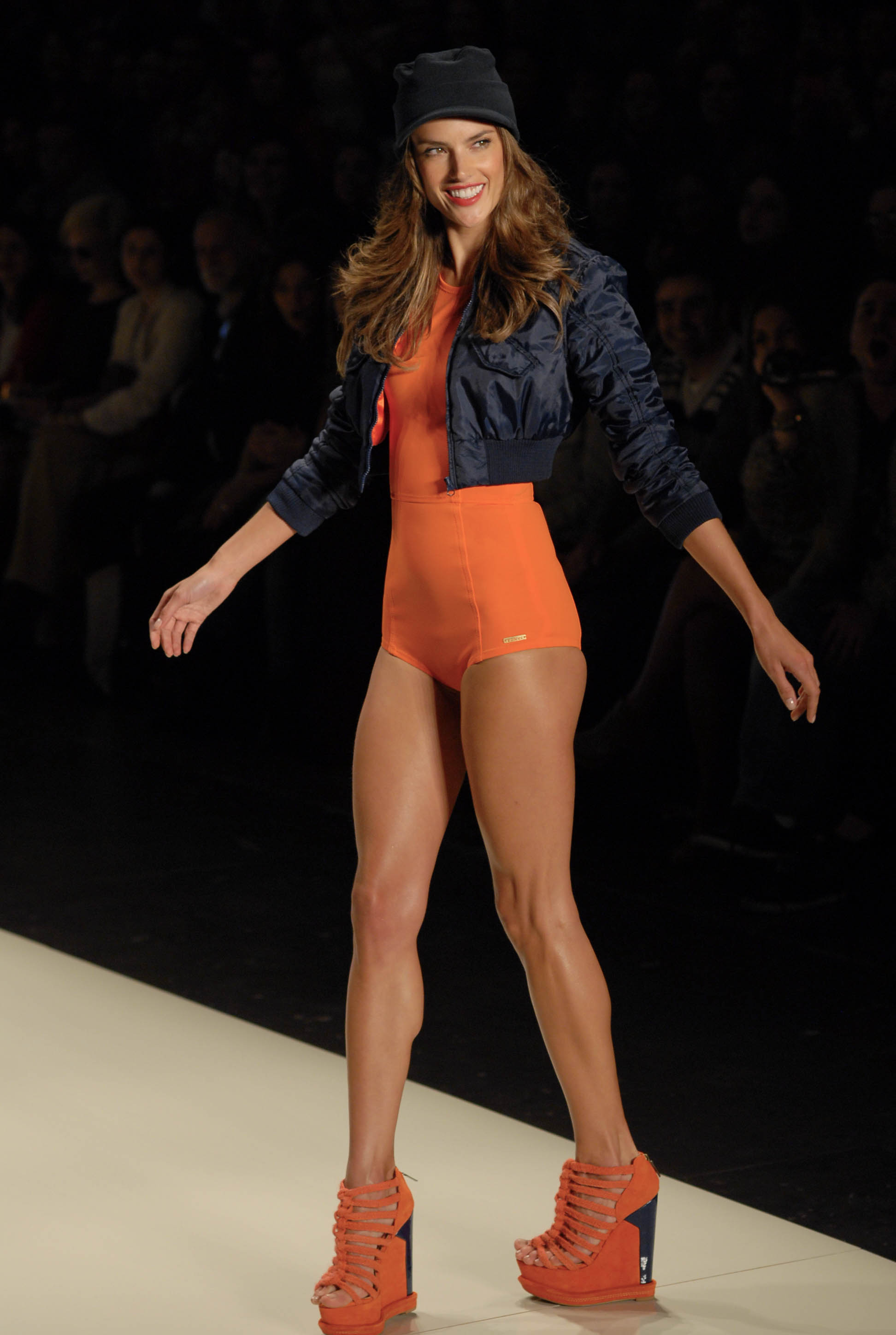
Alessandra Ambrosio en 2011.

Elle hizo llegar alguna de sus Polaroids a Guess, lo que la llevó a protagonizar la campaña The Millenium GUESS? con su amiga y compañera la también modelo Ana Beatriz Barros. A partir de ahí, ha aparecido en anuncios para marcas como Revlon, Christian Dior, Dolce & Gabbana, Oscar de la Renta, Chanel, Moschino, Giorgio Armani o Ralph Lauren, así como en el calendario Pirelli. Ha desfilado para diseñadores como Dolce & Gabbana, Dsquared2, Prada, Balmain, Chanel y Oscar de la Renta, ha aparecido en numerosas portadas de revistas internacionales, incluyendo Cosmopolitan, Elle, GQ, Harper's Bazaar, Marie Claire, Ocean Drive y Vogue y fue la única modelo en aparecer en la portada de la revista Glamour en los Estados Unidos en 2006.
En 2004, puso en marcha su línea de trajes de baño llamada Alessandra Ambrosio by Sais, una sección de Rosa Chá. Se vendieron 10 000 unidades con solo un mes en el mercado. Fue imagen de la compañía británica Next y protagonizó su primera campaña televisiva durante 12 años. También firmó en la agencia Storm Model Management en Londres.
En la portada de julio de 2009 de la revista Marie Claire, apareció en una extensión con Sacha Baron Cohen para promocionar su película Brüno.
Se convirtió en la imagen de la marca brasileña de ropa deportiva Colcci, que coprotagoniza en un anuncio con Ashton Kutcher. Fue número 5 en el ranking ' The World's Top-Earning Models' de la revista Forbes, con unas ganancias estimadas en 5 millones de dólares durante 2010 y 2011.
En octubre de 2011 se convirtió en bloguera de la revista Vogue donde hablaba sobre su vestimenta publicando una fotografía de ella misma todos los días durante un mes. En 2012 participó en la clausura de los Juegos Olímpicos de Londres. En 2013 desfiló para la firma colombiana Pink Filosofy abriendo y cerrando la pasarela en ColombiaModa 2013. En 2014, Ambrosio lanzó su propia marca de moda y estilo de vida llamada Ále by Alessandra en colaboración con el minorista estadounidense Cherokee. La línea presenta ropa casual para vestimenta formal y está dirigida a mujeres de entre 18 y 35 años.
En el año 2016 participó en la apertura de los Juegos Olímpicos de Río de Janeiro, siendo una de las participantes en llevar la llama olímpica, asimismo, ese año fue portada de la revista GQ junto con el futbolista Cristiano Ronaldo.
En marzo de 2017, en la ciudad de Shanghái, China, Ambrosio posó junto a su figura de cera para el museo Madame Tussauds, convirtiéndose en el segundo ángel de Victoria's Secret en tener una figura y la tercera persona con nacionalidad brasileña en lograrlo (después del futbolista Pelé y la también modelo Adriana Lima). La figura es la representación de uno de los trajes que utilizó Alessandra en el Victoria's Secret Fashion Show del año 2008 en el segmento "Glamour Goddess". Ese mismo año apareció en la portada de la revista Elle Rusia en una edición especial.
Después de finalizar su contrato como ángel de Victoria's Secret, Ambrosio firmó un contrato como representante de la marca de lencería Lascana en 2018 y realizó diversas campañas para Swarvoski. Asimismo apareció en la portada de Vogue Brasil, celebrando los 20 años de la edición brasileña de la revista. Meses después formó parte del selecto grupo de celebridades consideradas como las más hermosas del mundo por la revista Maxim. En 2019 lanza su propia colección de trajes de baño llamada GAL Floripa. 

#### Victoria's Secret
Alessandra Ambrosio es la segunda modelo que más años trabajó con la marca, antecedida por la también brasileña Adriana Lima. Pisó por primera vez la pasarela de Victoria's Secret en el año 2000 y los años siguientes sirvió como Fit Model o modelo de prueba. En el año 2004 se convierte en uno de los ángeles oficiales de la marca y en la primera portavoz de la submarca para adolescentes y universitarias PINK. 
En 2007 hizo presencia junto con las supermodelos Heidi Klum, Adriana Lima, Karolína Kurková, Selita Ebanks e Izabel Goulart en la entrega de una estrella en el Paseo de la Fama de Hollywood a los ángeles de Victoria's Secret. Fue la encargada de abrir el desfile en el año 2009 y la primera modelo en portar un conjunto de lencería adornado por cristales de Swarovski en 2011. En el año 2012 Ambrosio fue escogida para portar el Floral Fantasy Bra & Gift Set, un sostén adornado con 5200 piedras preciosas entre las cuales había amatistas, zafiros, tsavoritas, rubíes y diamantes blancos, rosas y amarillos, el sostén fue valorado en 2,5 millones de dólares. En 2014, fue nuevamente escogida junto con Adriana Lima para portar uno de los Dream Angels Fantasy Bras valorados cada uno en 2 millones de dólares. En marzo de 2017, Ambrosio hizo presencia en la apertura de una tienda en la ciudad de Shanghái, China, junto con la también ángel de Victoria's Secret Josephine Skriver y las modelos Ming Xi y Sui He. Después del desfile de Victoria's Secret de ese mismo año, anuncia el fin de su contrato como ángel.
En su paso por Victoria's Secret, Alessandra participó en 17 desfiles de los cuales dio apertura y cierre en una ocasión, abrió 6 segmentos y cerró otros 3, fue portavoz de la submarca PINK por aproximadamente dos años, lució el Fantasy Bra en dos ocasiones, el Swarovski Outift y alas con cristales de Swarovski.

### Actriz
Ambrosio ha realizado varias apariciones en televisión entre las que cabe destacar un cameo como ella en Entourage de HBO; una aparición en The Late Show con Craig Kilborn y Late Night con Conan O'Brien. También sirvió de juez invitado en Project Runway Season 2: Team Lingerie y ha asistido dos veces a The Tyra Banks Show. También apareció en Next Top Model de Estados Unidos en el ciclo 20 de la serie.
En 2006, tuvo un cameo en la exitosa película de taquilla Casino Royale junto con Daniel Craig, realizando una muy breve aparición. Ambrosio fue la estrella invitada en el episodio "The Yips" de How I Met Your Mother el 26 de noviembre de 2007 con sus compañeras Ángeles Victoria's Secret Adriana Lima, Selita Ebanks, Marisa Miller, Miranda Kerr y Heidi Klum. También hizo una aparición especial durante el episodio "Prince" de New Girl. 
Ambrosio hizo su debut como actriz en la telenovela brasileña Verdades Secretas, que se estrenó en Rede Globo el 8 de junio de 2015, interpretando el papel de la ex top model Samia. Ella apareció como ella misma en la película de 2016, Teenage Mutant Ninja Turtles: Out of the Shadows. Así como en la secuela de Daddy's Home.

## Vida personal
Alessandra y el empresario Jamie Mazur fueron novios desde 2005 a 2018, cuando decidieron terminar su relación tras 13 años de noviazgo. Se habían comprometido en 2008, el 24 de agosto de ese mismo año se convirtió en madre por primera vez, dando a luz a su primogénita, Anja Louise Ambrosio Mazur.
Cuando modeló en Victoria's Secret 2011, tenía 14 semanas de embarazo y el día 7 de mayo de 2012 dio a luz a su segundo hijo, Noah Phoenix Ambrosio Mazur.
Su hija mayor, Anja, ha seguido los pasos de su madre en cuanto al modelaje al haber sido portada del catálogo de London Fog junto a su madre, cuando solo tenía 5 meses, aunque Ambrosio ha indicado varias veces que prefiere que su hija estudie y se desempeñe en una profesión normal, al contrario que ella.
Ambrosio es embajadora de la National Multiple Sclerosis Society.

## Filmografía

### Cine
| Año  | Trabajo                                          | Personaje      | Notas |
| ---- | ------------------------------------------------ | -------------- | ----- |
| 2017 | Daddy's Home 2                                   | Karen          |       |
| 2016 | Teenage Mutant Ninja Turtles: Out of the shadows | Ella misma     |       |
| 2015 | Daddy's Home                                     | Karen          |       |
| 2006 | Casino Royale                                    | Chica de tenis | Cameo |

### TV
| Año       | Trabajo              | Personaje  | Notas                                                            |
| --------- | -------------------- | ---------- | ---------------------------------------------------------------- |
| 2015      | Verdades Secretas    | Samia      | 10 episodios                                                     |
| 2015-2016 | Love Advent          | Ella misma | 2 Episodios                                                      |
| 2014      | New Girl             | Ella misma | Episodio "Prince"                                                |
| 2010      | Gossip Girl          | Ella misma | Episodio "The Undergraduates"                                    |
| 2007      | How I Met Yor Mother | Ella misma | Episodio "The Yips" Junto con otras ángeles de Victoria's Secret |

### Videos musicales
| Año  | Canción   | Artista    | Notas                       |
| ---- | --------- | ---------- | --------------------------- |
| 2016 | Wolves    | Kanye West | En colaboración con Balmain |
| 2016 | M.I.L.F.$ | Fergie     | Junto con su hija Anja      |